# Romanian Open
Romanian Open (cunoscut și sub numele de BRD Năstase Țiriac Trophy) este un turneu profesionist de tenis masculin jucat pe terenuri cu zgură în aer liber. Acesta face parte din seria ATP 250 a circuitului ATP. Se desfășoară anual la București, România, începând din 1993, cu o pauză între 2017 și 2023 când licența turneului a fost mutată la Budapesta, Belgrad sau Banja Luka. Denumirea turneului provine de la celebrii jucători de tenis români Ilie Năstase și Ion Țiriac.
Turneul nu a avut niciodată un câștigător român la simplu (deși la ediția din 2005 doi jucători români au ajuns în semifinale, iar la ediția din 2007 Victor Hănescu a ajuns în finală), dar o pereche românească (Andrei Pavel și Gabriel Trifu) a cucerit titlul la dublu în 1998. De asemenea, Horia Tecău a cucerit trei titluri consecutive la dublu la acest turneu (2012, 2013 și 2014), de fiecare dată cu un partener diferit.
Organizatorii au anunțat că, începând din 2012, turneul din seria ATP World Tour 250 va fi programat să se desfășoare în luna aprilie, punând astfel capăt unei perioade de 19 ani în care a avut loc în ultima săptămână din septembrie.
În 2016, ATP a relocat turneul la Budapesta. În 2024, Ion Țiriac, deținătorul licenței, a readus turneul la București.

## Rezultate

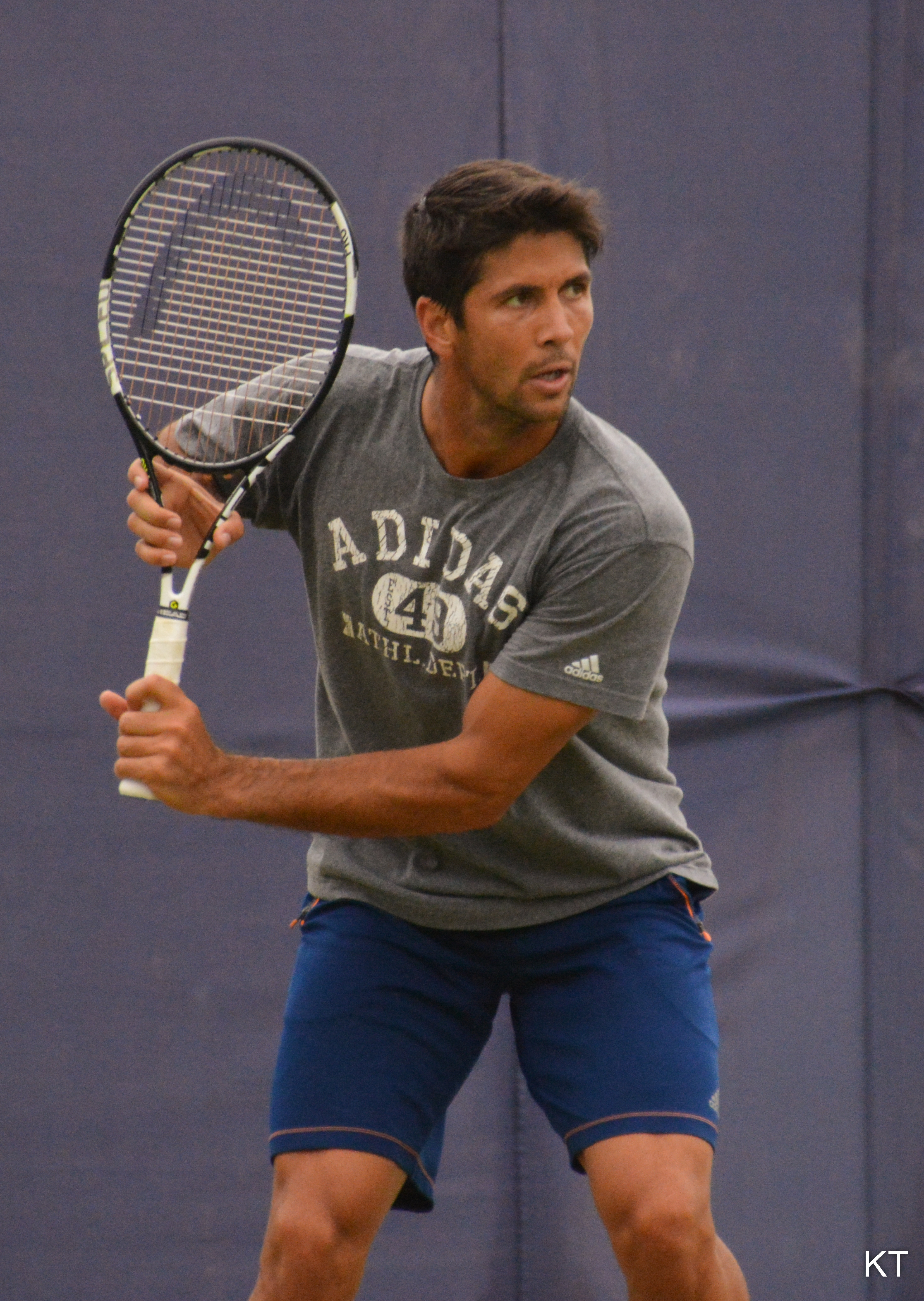
Fernando Verdasco a cucerit titlul la Openul României din 2016.

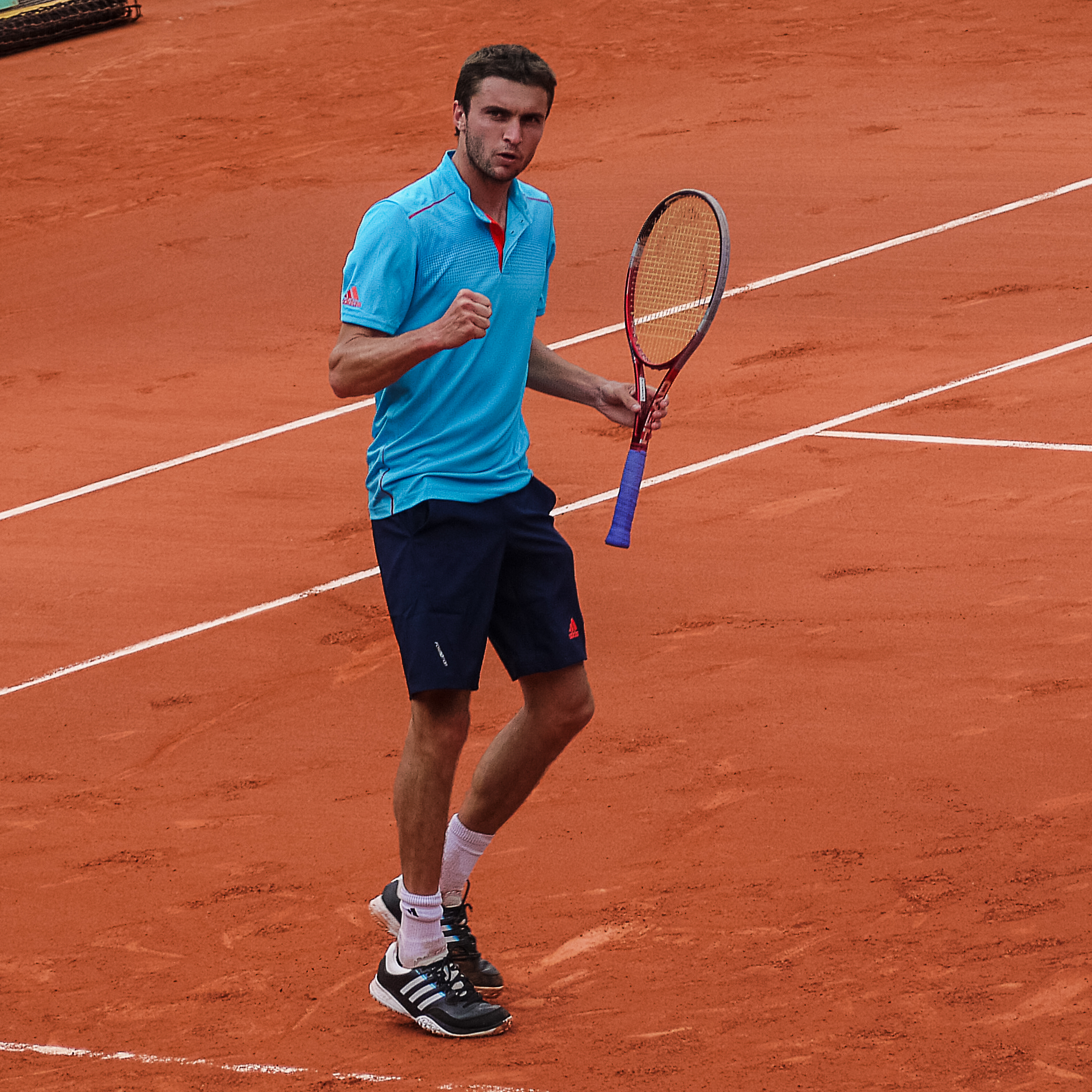
Gilles Simon (câștigător în 2007, 2008 și 2012) deține recordul la București, pentru cele mai multe titluri (trei).

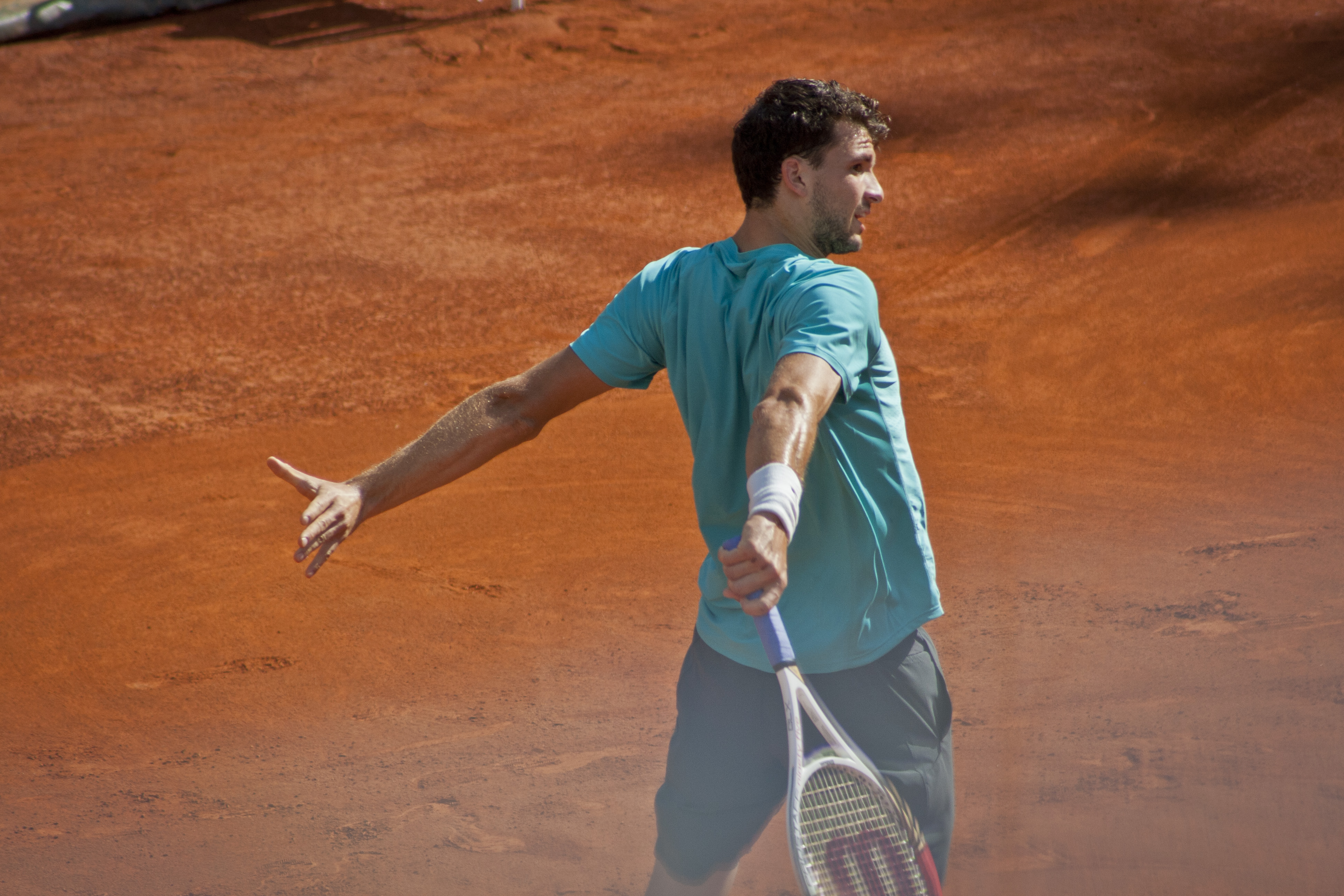
Grigor Dimitrov a cucerit titlul de la București în 2014.

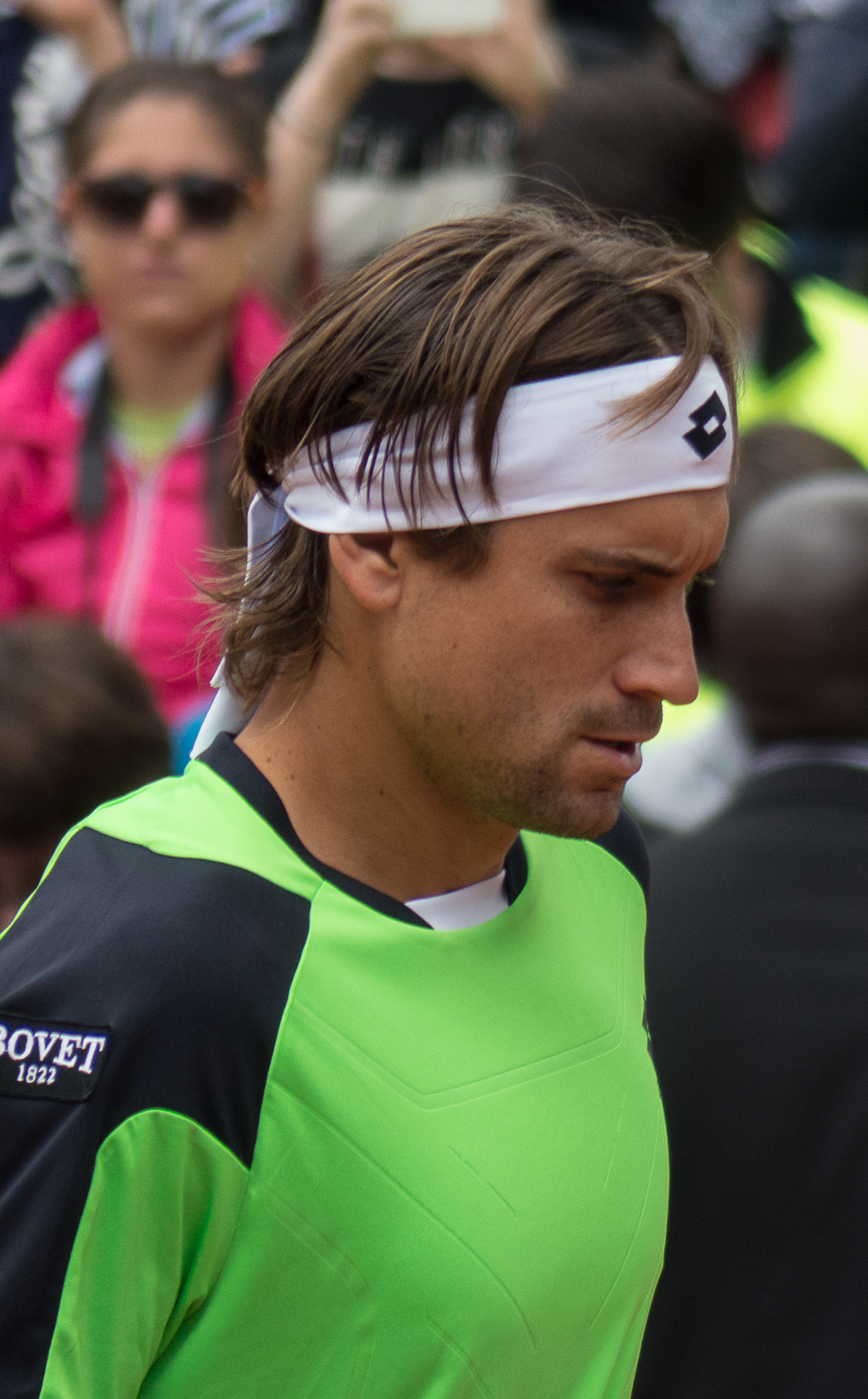
David Ferrer a câștigat primul său titlu ATP în România, în 2002.

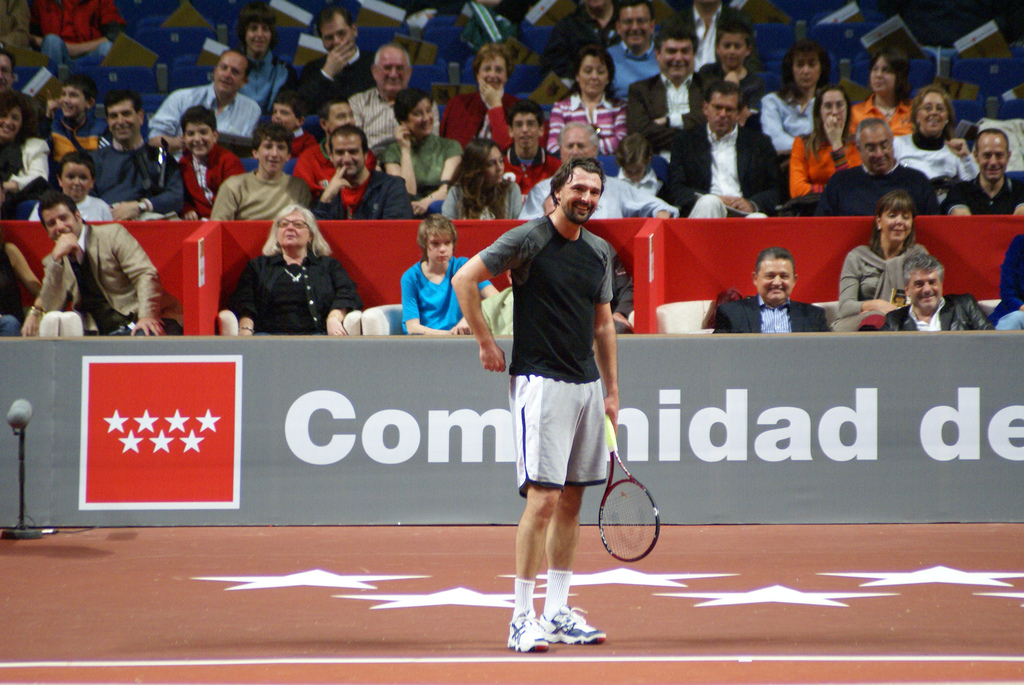
Goran Ivanišević a fost câștigătorul primei ediții a turneului din 1993.

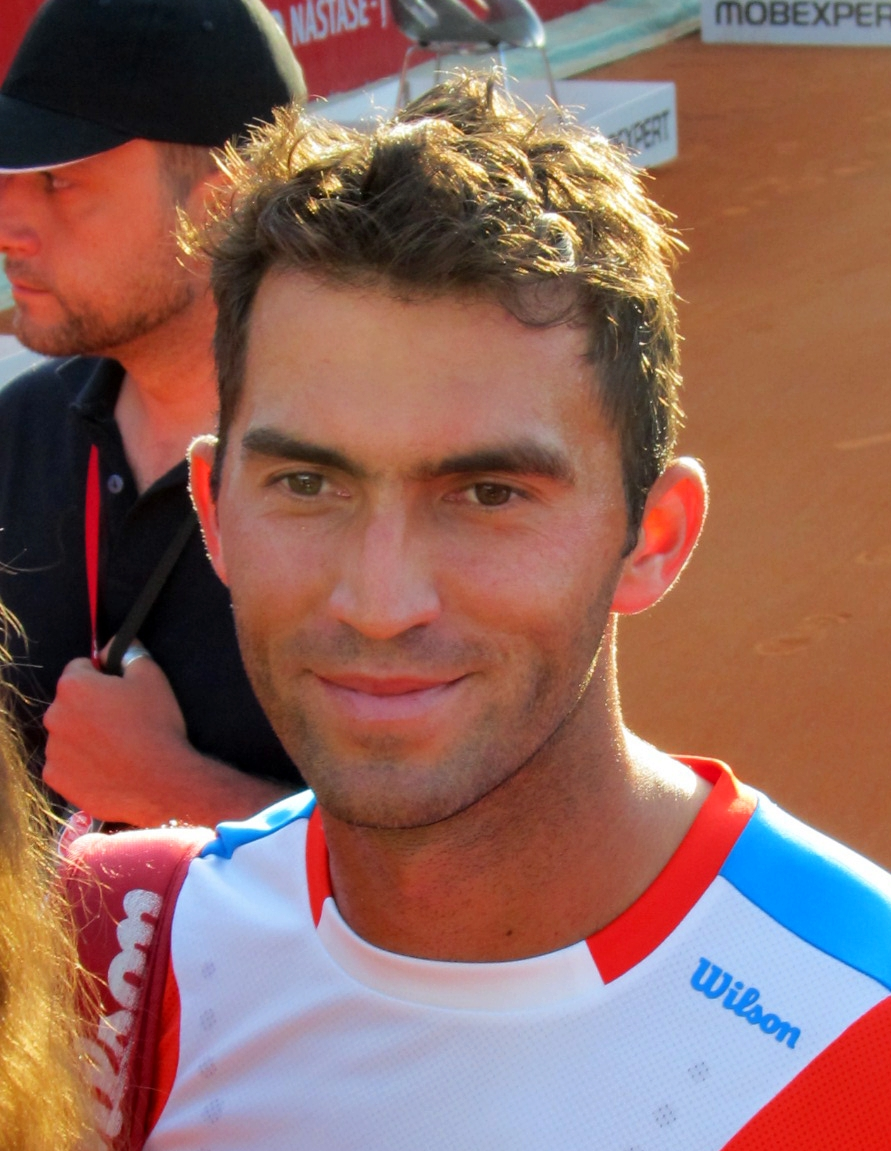
Horia Tecău (2012, 2013, 2014 & 2016) are un record de patru titluri la dublu la acest turneu, de fiecare dată cu un partener diferit.

### Simplu
| An        | Campion                                                | Finalist                                               | Scor                                                   |
| --------- | ------------------------------------------------------ | ------------------------------------------------------ | ------------------------------------------------------ |
| 1993      | Goran Ivanišević                                       | Andrei Cerkasov                                        | 6–2, 7–6(7–5)                                          |
| 1994      | Franco Davín                                           | Goran Ivanišević                                       | 6–2, 6–4                                               |
| 1995      | Thomas Muster                                          | Gilbert Schaller                                       | 6–3, 6–4                                               |
| 1996      | Alberto Berasategui                                    | Carlos Moyá                                            | 6–1, 7–6(7–5)                                          |
| 1997      | Richard Fromberg                                       | Andrea Gaudenzi                                        | 6–1, 7–6(7–2)                                          |
| 1998      | Francisco Clavet                                       | Arnaud Di Pasquale                                     | 6–4, 2–6, 7–5                                          |
| 1999      | Alberto Martín                                         | Karim Alami                                            | 6–3, 6–2                                               |
| 2000      | Juan Balcells                                          | Markus Hantschk                                        | 6–3, 3–6, 7–6(7–1)                                     |
| 2001      | Younes El Aynaoui                                      | Albert Montañés                                        | 7–6(7–5), 7–6(7–2)                                     |
| 2002      | David Ferrer                                           | José Acasuso                                           | 6–3, 6–2                                               |
| 2003      | David Sánchez                                          | Nicolás Massú                                          | 6–2, 6–2                                               |
| 2004      | José Acasuso                                           | Igor Andreev                                           | 6–3, 6–0                                               |
| 2005      | Florent Serra                                          | Igor Andreev                                           | 6–3, 6–4                                               |
| 2006      | Jürgen Melzer                                          | Filippo Volandri                                       | 6–1, 7–5                                               |
| 2007      | Gilles Simon                                           | Victor Hănescu                                         | 4–6, 6–3, 6–2                                          |
| 2008      | Gilles Simon                                           | Carlos Moyá                                            | 6–3, 6–4                                               |
| 2009      | Albert Montañés                                        | Juan Mónaco                                            | 7–6(7–2), 7–6(8–6)                                     |
| 2010      | Juan Ignacio Chela                                     | Pablo Andújar                                          | 7–5, 6–1                                               |
| 2011      | Florian Mayer                                          | Pablo Andújar                                          | 6–3, 6–1                                               |
| 2012      | Gilles Simon                                           | Fabio Fognini                                          | 6–4, 6–3                                               |
| 2013      | Lukáš Rosol                                            | Guillermo García-López                                 | 6–3, 6–2                                               |
| 2014      | Grigor Dimitrov                                        | Lukáš Rosol                                            | 7–6(7–2), 6–1                                          |
| 2015      | Guillermo García-López                                 | Jiří Veselý                                            | 7–6(7–5), 7–6(13–11)                                   |
| 2016      | Fernando Verdasco                                      | Lucas Pouille                                          | 6–3, 6–2                                               |
| 2017–2023 | înlocuit de Hungarian Open, Serbia Open și Srpska Open | înlocuit de Hungarian Open, Serbia Open și Srpska Open | înlocuit de Hungarian Open, Serbia Open și Srpska Open |
| 2024      | Márton Fucsovics                                       | Mariano Navone                                         | 6–4, 7–5                                               |
| 2025      | Flavio Cobolli                                         | Sebastián Báez                                         | 6–4, 6–4                                               |

### Dublu
| An        | Campioni                                               | Finaliști                                              | Scor                                                   |
| --------- | ------------------------------------------------------ | ------------------------------------------------------ | ------------------------------------------------------ |
| 1993      | Menno Oosting Libor Pimek                              | George Cosac Ciprian Porumb                            | 7–6, 7–6                                               |
| 1994      | Wayne Arthurs Simon Youl                               | Jordi Arrese José Antonio Conde                        | 6–4, 6–4                                               |
| 1995      | Mark Keil Jeff Tarango                                 | Cyril Suk Daniel Vacek                                 | 6–4, 7–6                                               |
| 1996      | David Ekerot Jeff Tarango                              | David Adams Menno Oosting                              | 7–6, 7–6                                               |
| 1997      | Luis Lobo Javier Sánchez                               | Hendrik Jan Davids Daniel Orsanic                      | 7–5, 7–5                                               |
| 1998      | Andrei Pavel Gabriel Trifu                             | George Cosac Dinu Pescariu                             | 7–6, 7–6                                               |
| 1999      | Lucas Arnold Ker Martín García                         | Marc-Kevin Goellner Francisco Montana                  | 6–3, 2–6, 6–3                                          |
| 2000      | Alberto Martín Eyal Ran                                | Devin Bowen Mariano Hood                               | 7–6(7–4), 6–1                                          |
| 2001      | Aleksandar Kitinov Johan Landsberg                     | Pablo Albano Marc-Kevin Goellner                       | 6–4, 6–7(5–7), [10–6]                                  |
| 2002      | Jens Knippschild Peter Nyborg                          | Emilio Benfele Álvarez Andrés Schneiter                | 6–3, 6–3                                               |
| 2003      | Karsten Braasch Sargis Sargsian                        | Simon Aspelin Jeff Coetzee                             | 7–6(9–7), 6–2                                          |
| 2004      | Lucas Arnold Ker Mariano Hood                          | José Acasuso Óscar Hernández                           | 7–6(7–5), 6–1                                          |
| 2005      | José Acasuso Sebastián Prieto                          | Victor Hănescu Andrei Pavel                            | 6–3, 4–6, 6–3                                          |
| 2006      | Mariusz Fyrstenberg Marcin Matkowski                   | Martín García Luis Horna                               | 6–7(5–7), 7–6(7–5), [10–8]                             |
| 2007      | Oliver Marach Michal Mertiňák                          | Martín García Sebastián Prieto                         | 7–6(7–2), 7–6(10–8)                                    |
| 2008      | Nicolas Devilder Paul-Henri Mathieu                    | Mariusz Fyrstenberg Marcin Matkowski                   | 7–6(7–4), 6–7(9–11), [22–20]                           |
| 2009      | František Čermák Michal Mertiňák                       | Johan Brunström Jean-Julien Rojer                      | 6–2, 6–4                                               |
| 2010      | Juan Ignacio Chela Łukasz Kubot                        | Marcel Granollers Santiago Ventura                     | 6–2, 5–7, [13–11]                                      |
| 2011      | Daniele Bracciali Potito Starace                       | Julian Knowle David Marrero                            | 3–6, 6–4, [10–8]                                       |
| 2012      | Robert Lindstedt Horia Tecău                           | Jérémy Chardy Łukasz Kubot                             | 7–6(7–2), 6–3                                          |
| 2013      | Max Mirnîi Horia Tecău                                 | Lukáš Dlouhý Oliver Marach                             | 4–6, 6–4, [10–6]                                       |
| 2014      | Jean-Julien Rojer Horia Tecău                          | Mariusz Fyrstenberg Marcin Matkowski                   | 6–4, 6–4                                               |
| 2015      | Marius Copil Adrian Ungur                              | Nicholas Monroe Artem Sitak                            | 3–6, 7–5, [17–15]                                      |
| 2016      | Florin Mergea Horia Tecău                              | Chris Guccione André Sá                                | 7–5, 6–4                                               |
| 2017–2023 | înlocuit de Hungarian Open, Serbia Open și Srpska Open | înlocuit de Hungarian Open, Serbia Open și Srpska Open | înlocuit de Hungarian Open, Serbia Open și Srpska Open |
| 2024      | Sadio Doumbia Fabien Reboul                            | Harri Heliövaara Henry Patten                          | 6–3, 7–5                                               |
| 2025      | Marcel Granollers Horacio Zeballos                     | Jakob Schnaitter Mark Wallner                          | 7–6(7–3), 6–4                                          |